# Аддикция физических упражнений
Аддикция физических упражнений — один из видов поведенческой зависимости, при котором объектом зависимости являются физические упражнения, тренировки или занятия спортом.
Для аддикции физических упражнений, как и для любой зависимости, характерны следующие симптомы: «сверхценность», синдром отмены, изменение настроения, рост толерантности, внутриличностные и межличностные конфликты, рецидивы.

## Общее описание
При наличии аддикции физических упражнений человек чрезмерно часто тренируется, что наносит вред и ущерб его физическому и психологическому здоровью. Учёными выделяется два типа аддикции физических упражнений: первичная и вторичная. При первичной аддикции объектом зависимости являются сами физические упражнения, которые выполняют для индивида функция избегания проблемы и уменьшения стресса, в то время как вторичная аддикция является одним из симптомов расстройств пищевого поведения, при которой тренировки используются как средство контроля веса.
В психологии спорта принято рассматривать в качестве основных следующие симптомы аддикции физических упражнений:
- «сверхценность» — физические упражнения являются самым главным видом повседневной деятельности человека, занимая наибольшее количество времени и сил по сравнению с другими; при этом занятия спортом постоянно присутствуют в мыслях и чувствах индивида даже тогда, когда он занят другой деятельностью;
- синдром отмены — появление неприятных физических и психологических состояний, таких как недостаток энергии, пониженное настроение, повышенная раздражительность, беспокойство, при уменьшении количества тренировок или их полном прекращении;
- изменение настроения — изменения в эмоциональном фоне человека, возникающие как следствия занятия спортом (получение удовольствия, успокоение, избавление от стресса и т. д.);
- рост толерантности — необходимость «зависимых» увеличивать количество, продолжительность и интенсивность тренировок для достижения прежних эффектов изменения настроения;
- внутриличностные и межличностные конфликты — человек уделяет недостаточное количество времени другим сферам своей жизни (учёба, работа, семья), в следствие чего возникают конфликты с близкими людьми; внутриличностный конфликт возникает из-за осознания зависимым потери контроля над собой и невозможности изменить поведение;
- рецидивы — тенденция повторного возвращения к прежним паттернам поведения после сокращения количества тренировок или полного их прекращения.

## Теоретические модели аддикции физических упражнений

### Физиологические модели

#### Гипотеза «эйфории бегуна»
Данная гипотеза предполагает, что возникновение аддикции физических упражнений связано с выработкой организмом эндорфина . Во время длительных и интенсивных физических упражнений концентрация эндорфинов в крови многократно повышается по сравнению с состоянием покоя. Следствием действия эндорфинов является улучшение настроения, избавление от стресса, повышение выносливости спортсмена, подавление физиологических чувств голода и боли, состояние эйфории. При многократном достижении данного состояния тренирующимися возникает положительная связь между упражнениями и отсутствием стресса, что и является причиной развития аддикции физических упражнений.

#### Гипотеза пониженного уровня возбуждения
Было обнаружено, что регулярные аэробные упражнения, такие как бег, если они выполняются в течение длительного периода, приводят к снижению базовой частоты сердечных сокращений, что отражает эффект тренировки как адаптацию организма к физическим нагрузкам. При этом тренировочный эффект также сопровождается более низкой симпатической активностью и более низким уровнем возбуждения и в состоянии покоя, что может восприниматься индивидом как состояние нехватки энергии. Следствием такого состояние является потребность человека усилить возбуждение ради оптимального функционирования. Наиболее простым и эффективным способом сделать это для зависимых — это увеличить количество и интенсивность упражнений.

#### Гипотеза термогенной регуляции
Одним из следствий интенсивных физических нагрузок является повышение температуры тела. Ощущение тепла в теле может вызвать расслабляющее состояние, снижать беспокойство. Это приятное психологическое состояние заставляет людей обращаться к упражнениям всякий раз, когда они испытывают беспокойство. При этом при более высоких уровнях беспокойства, в стрессовых ситуациях возникает потребность в более частых и интенсивных тренировках, в результате чего и возникает и развивается аддикция физических упражнений.

### Психологические модели

#### Гипотеза когнитивной оценки
Согласно данной гипотезе, если человек, занимавшийся спортом по конкретным причинам, начинает использовать физические упражнения как средство избавления от стресса, то он постепенно становится зависимым от физических упражнений в последующих стрессовых ситуациях. Всё начинается с установки человека о том, что тренировки — корректный и эффективный способ справляться со стрессом. Такая точка зрения подкрепляется различной информацией в окружающей среде (Интернет-сайты, научно-популярная литература, мнение близких людей) об общей пользе занятий спортом. При появлении первых симптомов тренирующийся использует рационализацию при объяснении того, почему так много времени уделяет физическим нагрузкам. Фактически человек постепенно становится неспособным справляться со стрессом никаким другим способом, кроме как при помощи занятий спортом.

#### Биопсихосоциальная модель
Данная модель рассматривает проблему возникновения и развития аддикции физических упражнений с учётом биологических, психологических и социальных факторов. Авторы модели считают первичным фактором — биологический (например, индекс массы тела), в то время как социальные факторы (отношения с тренером, товарищами по команде, ровесниками) и психологические факторы (самооценка, отношение к тренировочному процессу), взаимодействуя друг с другом, влияют на то, разовьётся ли аддикция физических упражнений.

## Коморбидность
Вторичная аддикция физических упражнений рассматривается как один из симптомов различных расстройств приёма пищи, таких как булимия и анорексия. Исследования показывают, что среди людей, страдающих расстройствами пищевого поведения, распространённость аддикции физических упражнений гораздо выше по сравнению с людьми, которые не страдают расстройствами пищевого поведения. Физическая активность и постоянные тренировки используются людьми, имеющими расстройства приёма пищи, как один из способов регуляции веса, в результате чего развивается аддикция физических упражнений. У человека, страдающего первичной аддикцией физических упражнений, при отказе от занятий спортом или получении травмы, ограничивающей его физическую активность, может развиться депрессия.

## Выявление аддикции физических упражнений
Для выявления и определения уровня риска развития аддикции физических упражнений используются психологические опросники. Томпсон и Пасман в 1991 году разработали опросник, состоящий из 20 вопросов, которые направлены на выяснение поведенческих привычек, связанных с занятиями спортом. Респондентом необходимо ответить на эти вопросы, используя шкалу от 1 до 4, где 1 соответствует ответу «никогда», а 4 соответствует ответу «всегда». Существует и более короткий и быстрый в прохождении опросник аддикции физических упражнений, разработанный Терри, Сабо и Гриффитсом в 2004 году. Данный опросник состоит из 6 вопросов — по одному вопросу на каждый из 6 симптомов аддикции физических упражнений («сверхценность», синдром отмены, изменение настроения, рост толерантности, внутриличностные и межличностные конфликты, рецидивы). Респонденту предлагается для ответа использовать шкалу Лайкерта от 1 до 5. Если суммарный балл превышает 24, то индивид считается подверженным риску развития аддикции физических упражнений.

## Распространённость аддикции физических упражнений
Важным вопросом является проблема распространённости аддикции физических упражнений в популяции. Разными учёными на различных выборках были получены различные результаты. Среди представителей видов спорта на выносливость процент «зависимых» составил 4,5 %. У спортсменов, занимающихся кроссфитом, распространенность аддикции физических упражнений составила 5 %. Среди людей, страдающих расстройствами пищевого поведения, около 60 % являются зависимыми от физических упражнений.

## Лечение
На данный момент не разработаны конкретные, специфические методы лечения аддикции физических упражнений. Так как аддикция физических упражнений является одним из видов поведенческой зависимости, то для её лечения предполагаются успешными те методы, которые используются для лечения других видов поведенческой зависимости. Такими методами являются мотивационное интервью и когнитивно-бихевиоральная терапия (КБТ). Оба метода при различии методологической базы и используемых инструментов направлены на изменение или устранение негативных паттернов поведения клиента.